# Hofanlage Magelsen 54

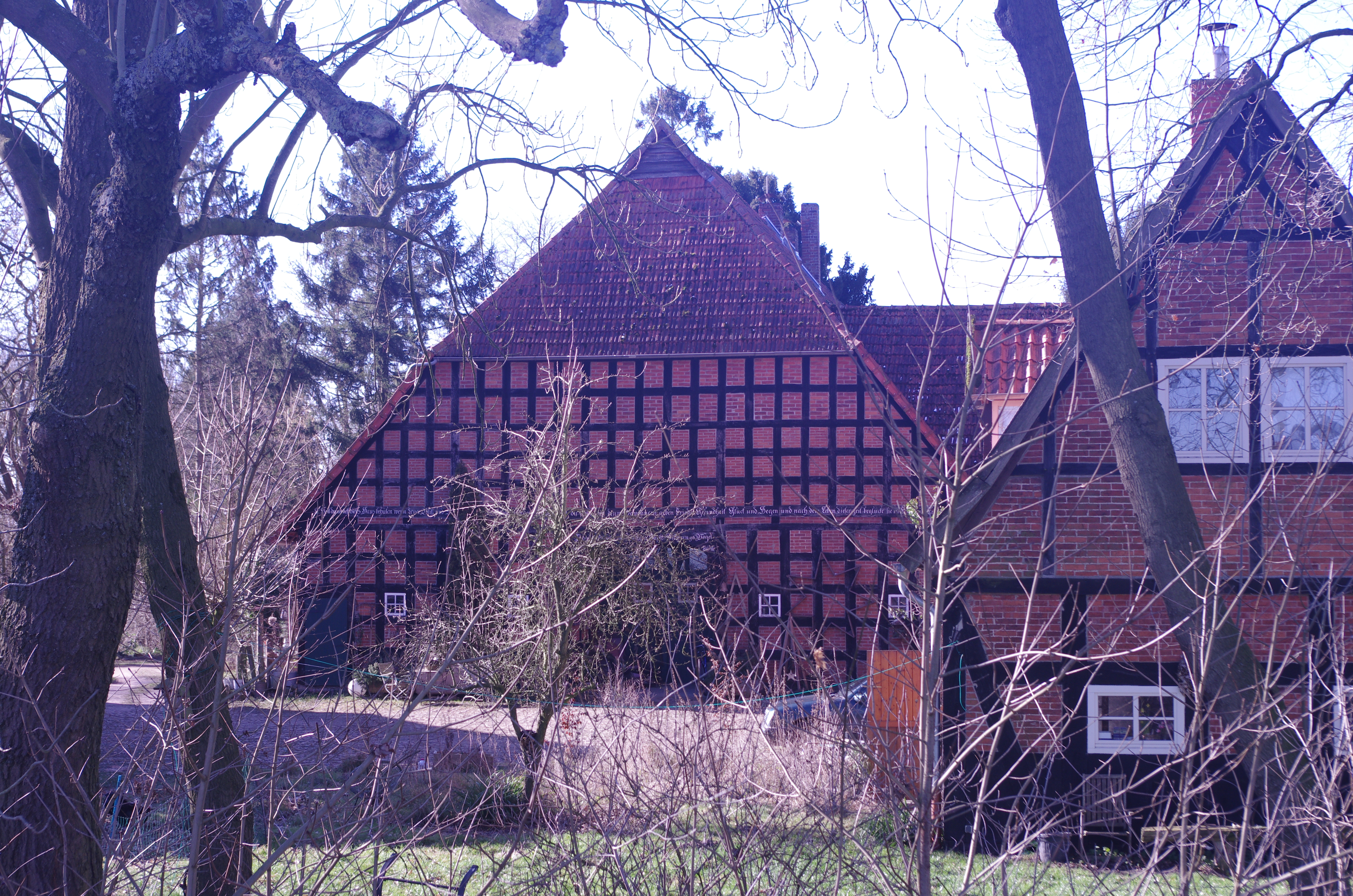
Wohn-Wirtschaftsgebäude

Die Hofanlage Magelsen 54 an der Weser in Hilgermissen-Magelsen in der niedersächsischen Samtgemeinde Grafschaft Hoya stammt vermutlich vom  19. Jahrhundert.
Aktuell (2023) wird die Anlage auch als Ferienunterkunft für Selbstversorger genutzt.
Die Gebäude stehen unter Denkmalschutz (siehe auch Liste der Baudenkmale in Hilgermissen).

## Beschreibung
Die Hofanlage mit Weserblick am Weser-Radweg besteht aus:
- dem eingeschossigen giebelständigen Wohn- und Wirtschaftsgebäude wohl vom 19. Jahrhundert. Es ist ein  Vierständer-Hallenhaus in Fachwerk mit Steinausfachungen mit Krüppelwalmdächern sowie mit massiven verklinkerten Wohngiebeln mit Erker,
- der Ziegelfachwerkscheune mit Krüppelwalmdach,
- dem langgestreckten Stall in Ziegelfachwerk mit Satteldach und Quereinfahrt.

Das Haupthaus wurde auch für zwei Ferienunterkünfte umgebaut.
Das Landesdenkmalamt befand: „… geschichtliche Bedeutung … durch beispielhafte Ausprägung einer regionaltypischen Hofanlage …“